# 潰雪
《潰雪》 （英語：Snow Crash），是美國作家尼尔·斯蒂芬森於1992年出版的科幻小說。與斯蒂芬森的許多其他小說一樣，其主題包括歷史、語言學、人類學、考古學、宗教、計算機科學、政治、密碼學、迷因學和哲學。
在1999年的文章《起初…是命令行》（In the begining... was the common line）中，斯蒂芬森解釋了小說的標題是他用來描述早期Macintosh電腦的一種特殊軟體故障模式的術語。斯蒂芬森寫到關於Macintosh 「當電腦崩潰並在位圖中寫入亂碼時，結果看起來有點像電視機壞掉時的雜訊——一種『雪崩』。」 史蒂芬森還提到其中一本影響小說的書是朱利安·杰恩斯的《二分心智的崩塌：人類意識的起源》。
《溃雪》曾在1993年獲提名英國科幻小說獎，並在1994年獲提名亞瑟·克拉克獎。

## 情節

### 情節背景
在全球經濟崩潰若干年後，洛杉磯不再是美國的一部分，因為美國聯邦政府已经將其大部分權力和領土讓渡給私人組織和企業家。
特許經營、個人主權和私人交通工具至高無上。傭兵軍隊競爭國防合同，而私人保安在主權封閉住宅區中維持治安。
公路公司競相吸引司機使用其道路，所有郵件均由雇傭信差投遞。政府的殘餘部門僅在孤立的基地中保持權威，他們從事與周圍社會大多數無關的單調工作，稱之為“消磨時間性工作”。全球大部分領土已被劃分為稱為特許經營準國家實體（FOQNEs)的主權飛地，每個由其自己的大企業特許經營（例如“李先生的大香港”，或企業化的美國黑手黨），或各種住宅“郊區社區”（準主權封閉住宅區)運營。在這個未來中，美國的制度與書中出版時的實際美國截然不同；例如，以盈利為目的的組織CIC從中情局與國會圖書館的合併中演變而來。

### 摘要
Hiro Protagonist是一名自由駭客，也是黑手黨的披薩快遞司機。在一次未能準時交貨的失敗嘗試中，他遇到了一位名叫Y.T.（簡稱「你真的」）的年輕滑板快遞員，他習慣用第三人稱形容自己。Y.T.代替他完成了送貨任務，兩人因此建立了合作夥伴關係，搜集情報並將其賣給CIC。
在「元宇宙」中，Hiro被一個名叫雷文的男子提供了一個名為《潰雪》的數據文件，暗示這是一種毒品。Hiro的朋友兼駭客Da5id查看了文件中包含的位圖圖像，導致他的電腦崩潰並導致Da5id在現實世界中腦損傷。Hiro遇到了他的前女友胡安妮塔·馬爾克斯，胡安妮塔給了他一個包含大量由他的同事拉各斯編制的研究的數據庫。這些研究提出了病毒、古代蘇美爾文化和巴別塔的傳說之間的聯繫。胡安妮塔建議他要小心，然後消失了。
恩佐大叔是黑手黨老大，開始對Y.T.表現出一種父親般的興趣。他對Y.T.的態度和主動性深感印象深刻，安排與Y.T.見面並提供他自由職業的工作。Hiro的調查和Y.T.的情報收集開始有了交集，揭示出神經語言病毒、一個名為韋恩牧師珍珠之門的宗教組織，以及媒體大亨L. Bob Rife之間的聯繫。拉各斯的研究顯示，古蘇美爾的原始語言允許透過音頻刺激與改變DNA的病毒來“編程”大腦功能。蘇美爾文化圍繞這些被稱為「me」的程序展開，由祭司施予人民。傳說中的恩基開發了一種反病毒，稱為「恩基的納姆-恰布」，傳遞後阻斷了蘇美爾語在大腦中的處理，導致其他更不直接的語言的發展，誕生了巴別塔的神話。L. Bob Rife一直在收集蘇美爾文物，並製造《潰雪》藥物，使公眾對新形式的「me」易受攻擊，由他控制。這種病毒的物理形式通過成癮性藥物和韋恩牧師教堂內的感染血液進行分發。還有一個數字版本，對駭客特別危險，因為他們習慣於以二進制形式處理信息。
Hiro前往俄勒岡海岸，那裡是一艘名為「浮筏」的大型船隊，載著來自歐亞的難民正接近美國西岸。浮筏的中心是L. Bob Rife的遊艇，原先是USS Enterprise 核動力航空母艦。Rife一直利用浮筏來灌輸和感染成千上萬人，並將病毒輸入到美國。Y.T.被捕並被帶到浮筏上見Rife，他打算利用Y.T.作為人質，因為知道Y.T.與恩佐大叔的聯繫。在黑手黨的幫助下，Hiro擊敗了保衛浮筏的人，並找回了被Rife隱藏的「恩基的納姆-恰布」。在之前潛入浮筏的胡安妮塔的幫助下，「恩基的納姆-恰布」被讀出來，打破了Rife對浮筏的控制。Rife逃離浮筏，帶走了Y.T.，他的僱傭兵雷文則試圖在元宇宙內的一場虛擬音樂會上激活《潰雪》的數字形式。Hiro成功中和了病毒並Y.T.逃脫。在洛杉磯國際機場，雷文伏擊了黑手黨，與恩佐大叔戰成平手（雖然兩人在過程中都受了重傷），而Rife在試圖逃離私人飛機時被殺。Y.T.與母親團聚，Hiro和胡安妮塔決定重新開始。

## 背景
斯蒂芬森最初計劃與藝術家托尼·希德（英語： Tony Sheeder）合作製作一部由電腦生成的圖形小說《潰雪》。在作者的致謝中，斯蒂芬森回憶道：
很明顯，讓 Mac 做我們需要的事情的唯一方法是編寫大量自定義圖像處理軟件。儘管最終偏離了最初的圖形概念，我在製作這部作品的過程中可能花了更多時間編碼，而不是實際寫作...

### 思想與意識形態
這本書的主題包括歷史、語言學、人類學、考古學、宗教、計算機科學、政治學、密碼學、迷因學和哲學。
《潰雪》發生在無政府資本主義之下，這一主題斯蒂芬森在他的下一部小說《鑽石時代》中也有延續。在這兩部小說和短篇小說《The Great Simoleon Caper》（1995年）中描述的情況是，惡性通貨膨脹使得美元的價值大幅減少，以至於一兆美元紙幣幾乎被忽視，而千兆美元紙幣成為標準的「小」面額紙幣。這種惡性通貨膨脹是由於政府過度印鈔所造成的，因為隨著人們越來越多地使用電子貨幣，並進行不可徵稅的加密在線交易，政府的稅收收入減少了。對於現金交易，大多數人使用日元或「港元」（李氏大香港的官方貨幣）等替代貨幣。惡性通貨膨脹也對世界大部分地區產生了負面影響，導致大批絕望的難民從亞洲橫渡太平洋，乘坐破舊的船隻希望抵達北美。
元宇宙是斯蒂芬森創造的術語，作為互聯網的後繼者，構成了斯蒂芬森對基於虛擬現實的互聯網可能在不久的將來如何發展的90年代初期願景。它類似於大型多人線上遊戲（MMO）。元宇宙由用戶控制的虛擬分身以及系統守護程序所組成。儘管在現實中有公共訪問元宇宙的電腦終端，使用它們在元宇宙的居民中帶有社會污名，部分原因是其低質量的虛擬化身所帶來的糟糕視覺效果。元宇宙中的地位由兩件事決定：進入黑太陽這樣的限制區域（這是一個獨家的元宇宙俱樂部）的權限，以及化身的複雜程度。

## 典型技術
這個世界運用了各種虛構技術，這些技術有助於定義其特徵，包括配備適應性「智能輪」的滑板和摩托車，被稱為「鼠犬」的生化警衛犬，以及一種名為「理性」的原型便攜式磁軌炮武器。

### 元宇宙
史蒂芬森的「元宇宙」對用戶呈現為一個虛擬的城市環境，沿著一條100米寬的道路發展，覆蓋了一個無特征的、黑色的、完美球形星球上整個65536公里周長。這個虛擬的房地產由全球多媒體協議集團擁有，這是現實生活中計算機協會的虛構部分。這個虛擬世界中的土地可以被購買，並在上面開發建築。 進入元宇宙是通過L. Bob Rife的全球光纖網絡，它從一系列小型有線電視特許經營擴展為全球電信壟斷，取代了傳統電話系統。
使用者透過個人終端設備進入元宇宙，這些設備將高質量的虛擬現實顯示投影到使用者戴著的護目鏡上。或者從低質量的公共終端設備進入小亭子中（帶有顯示模糊的黑白外觀的懲罰）。史蒂芬森還描述了一個次文化，其中一些人選擇通過佩戴便攜終端設備、護目鏡和其他裝備來持續連接到元宇宙；由於他們的怪異外觀，他們被暱稱為「石像鬼」。元宇宙的使用者從第一人稱視角體驗它。
在元宇宙中，個別用戶可以以任何形式的化身出現，唯一的限制是身高，「以防止人們把他們的化身變成一英里高 」。。

### 分佈式共和國
分佈式共和國（英語：Distributed republics）是分散在全球的類似國家的實體，彼此鬆散相連。這個概念被史蒂芬森在《鑽石時代》中重新利用。

## 影響
Google共同創始人些奇·布林稱《潰雪》為他最喜歡的小說之一。Google Earth的一位開發者指出，元宇宙對其產生了影響。這個概念還啟發了Facebook在2021年改組為Meta Platforms Inc.，以及激發斯蒂芬森在2022年創辦Lamina1公司，以支持使用區塊鏈技術創建虛擬世界。